# Campionati del mondo di mezza maratona 2010
I Campionati del mondo di mezza maratona 2010 (19ª edizione) si sono svolti il giorno 16 ottobre a Nanning, in Cina.
Un totale di 123 atleti, in rappresentanza di 30 nazioni, hanno preso parte alle gare, che si sono disputate su un circuito con inizio e fine in Wuxiang Square.
La competizione è stata dominata dal Kenya, che ha trionfato nelle prove individuali e a squadre sia in campo maschile che femminile. Nonostante la loro scarsa esperienza sulla distanza della mezza maratona, Wilson Kiprop e Florence Kiplagat hanno vinto le rispettive gare. Kiprop ha interrotto la serie vincente di Zersenay Tadese, precedendolo all'arrivo, mentre al terzo posto si è piazzato l'altro keniota Sammy Kitwara.
Kiplagat, che è sempre stata nelle posizioni di testa della gara femminile, ha battuto l'etiope Dire Tune con un attacco all'ultimo chilometro, ottenendo la sua seconda medaglia d'oro. Il terzo posto della connazionale Peninah Arusei ha messo al sicuro la vittoria del Kenya sull'Etiopia anche nella classifica a squadre. La cinese Zhu Xiaolin è stata l'unica non africana a classificarsi fra le prime otto.

## Gara maschile

### Individuale
| Posizione | Atleta            | Nazionalità | Tempo    |
| --------- | ----------------- | ----------- | -------- |
| Oro       | Wilson Kiprop     | Kenya       | 1h00'07" |
| Argento   | Zersenay Tadese   | Eritrea     | 1h00'11" |
| Bronzo    | Sammy Kitwara     | Kenya       | 1h00'22" |
| 4º        | Silas Kipruto     | Kenya       | 1h01'03" |
| 5º        | Samuel Tsegay     | Eritrea     | 1h01'13" |
| 6º        | Titus Masai       | Kenya       | 1h01'24" |
| 7º        | Lelisa Desisa     | Etiopia     | 1h01'28" |
| 8º        | Birhanu Bekele    | Etiopia     | 1h01'28" |
| 9º        | Tomoya Onishi     | Giappone    | 1h01'31" |
| 10º       | Moses Mosop       | Kenya       | 1h01'31" |
| 11º       | Tewelde Estifanos | Eritrea     | 1h01'40" |
| 12º       | Tsuyoshi Ugachi   | Giappone    | 1h01'49" |
| 13º       | Amanuel Mesel     | Eritrea     | 1h02'07" |
| 14º       | Adhanom Abraha    | Eritrea     | 1h02'13" |
| 15º       | Asefa Mengstu     | Etiopia     | 1h02'30" |

### A squadre
| Posizione | Squadra   | Atleti                                          | Tempo    |
| --------- | --------- | ----------------------------------------------- | -------- |
| Oro       | Kenya     | Wilson Kiprop Sammy Kitwara Silas Kipruto       | 3h01'32" |
| Argento   | Eritrea   | Zersenay Tadese Samuel Tsegay Tewelde Estifanos | 3h03'04" |
| Bronzo    | Etiopia   | Lelisa Desisa Birhanu Bekele Asefa Mengstu      | 3h05'26" |
| 4º        | Giappone  | Tomoya Onishi Tsuyoshi Ugachi Masato Imai       | 3h06'48" |
| 5º        | Sudafrica | Lungisa Mdedelwa Samuel Segoaba Moorosi Soke    | 3h09'53" |

## Gara femminile

### Individuale
| Posizione | Atleta             | Nazionalità | Tempo    |
| --------- | ------------------ | ----------- | -------- |
| Oro       | Florence Kiplagat  | Kenya       | 1h08'24" |
| Argento   | Dire Tune          | Etiopia     | 1h08'34" |
| Bronzo    | Peninah Arusei     | Kenya       | 1h09'05" |
| 4ª        | Feyse Tadese       | Etiopia     | 1h09'28" |
| 5ª        | Joyce Chepkirui    | Kenya       | 1h09'30" |
| 6ª        | Meseret Mengistu   | Etiopia     | 1h09'31" |
| 7ª        | Fate Tola          | Etiopia     | 1h09'38" |
| 8ª        | Zhu Xiaolin        | Cina        | 1h11'01" |
| 9ª        | Yoshimi Ozaki      | Giappone    | 1h11'02" |
| 10ª       | Ryoko Kizaki       | Giappone    | 1h11'03" |
| 11ª       | Sarah Chepchirchir | Kenya       | 1h11'03" |
| 12ª       | Nicole Chapple     | Australia   | 1h11'25" |
| 13ª       | Azusa Nojiri       | Giappone    | 1h11'35" |
| 14ª       | Abebech Afework    | Etiopia     | 1h11'38" |
| 15ª       | Hiroko Miyauchi    | Giappone    | 1h11'40" |

### A squadre
| Posizione | Squadra   | Atleti                                                           | Tempo    |
| --------- | --------- | ---------------------------------------------------------------- | -------- |
| Oro       | Kenya     | Florence Kiplagat Peninah Arusei Joyce Chepkirui                 | 3h26'59" |
| Argento   | Etiopia   | Dire Tune Feyse Tadese Meseret Mengistu                          | 3h27'33" |
| Bronzo    | Giappone  | Yoshimi Ozaki Ryoko Kizaki Azusa Nojiri                          | 3h33'40" |
| 4ª        | Australia | Nicole Chapple Jessica Trengove Benita Johnson                   | 3h40'14" |
| 5ª        | Brasile   | Adriana Aparecida da Silva Sueli Silva Fabiana Cristine da Silva | 3h44'05" |

## Medagliere
| Posizione | Paese    | Oro | Argento | Bronzo | Totale |
| --------- | -------- | --- | ------- | ------ | ------ |
| 1         | Kenya    | 4   | 0       | 2      | 6      |
| 2         | Etiopia  | 0   | 2       | 1      | 3      |
| 3         | Eritrea  | 0   | 2       | 0      | 2      |
| 4         | Giappone | 0   | 0       | 1      | 1      |
| Totale    | Totale   | 4   | 4       | 4      | 12     |